# Kunstforum Ostdeutsche Galerie

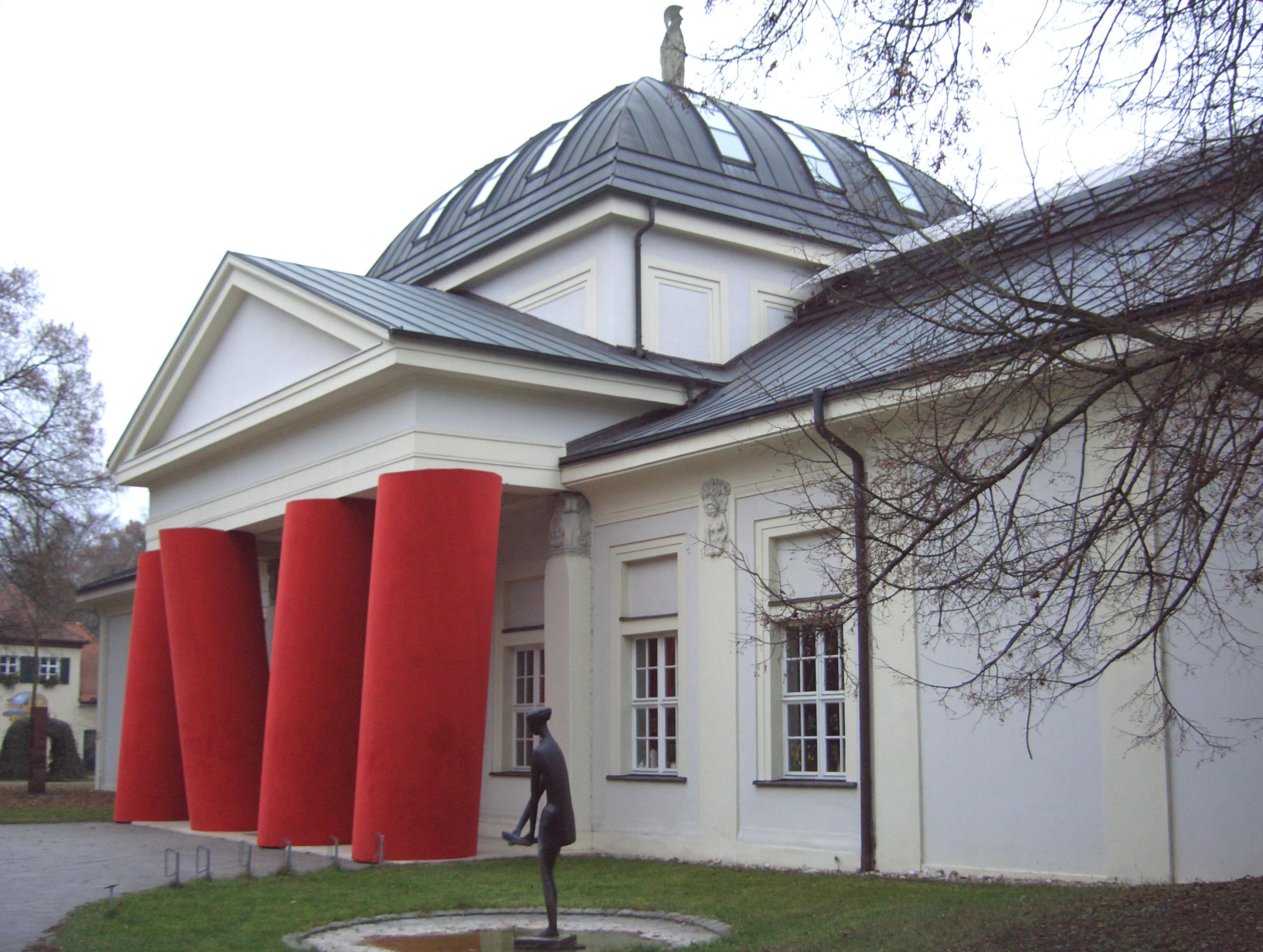
Frontseite des Ausstellungsgebäudes, klassizistische Säulen verfremdet

Das Kunstforum Ostdeutsche Galerie (KOG) ist eine Kunstsammlung von Werken deutscher Künstler aus den ehemals deutschen Ostgebieten und den deutschen Siedlungsgebieten in Ost- und Südosteuropa. Bis zur Wiedervereinigung wurden auch Werke von Künstlern aus der DDR gesammelt. Der Sitz in Regensburg ist auch im Zusammenhang mit der Schirmherrschaft der Stadt für die Belange der Sudetendeutschen zu sehen.
Das Museum wird nach § 96 BVFG gefördert, und zwar zu 50 % vom Bund, zu 20 % vom Freistaat Bayern und zu 30 % von der Stadt Regensburg getragen. Es vergibt alle zwei Jahre den Lovis-Corinth-Preis. Seit 2010 ist der Preis gelegentlich mit 10.000 Euro dotiert.

## Geschichte

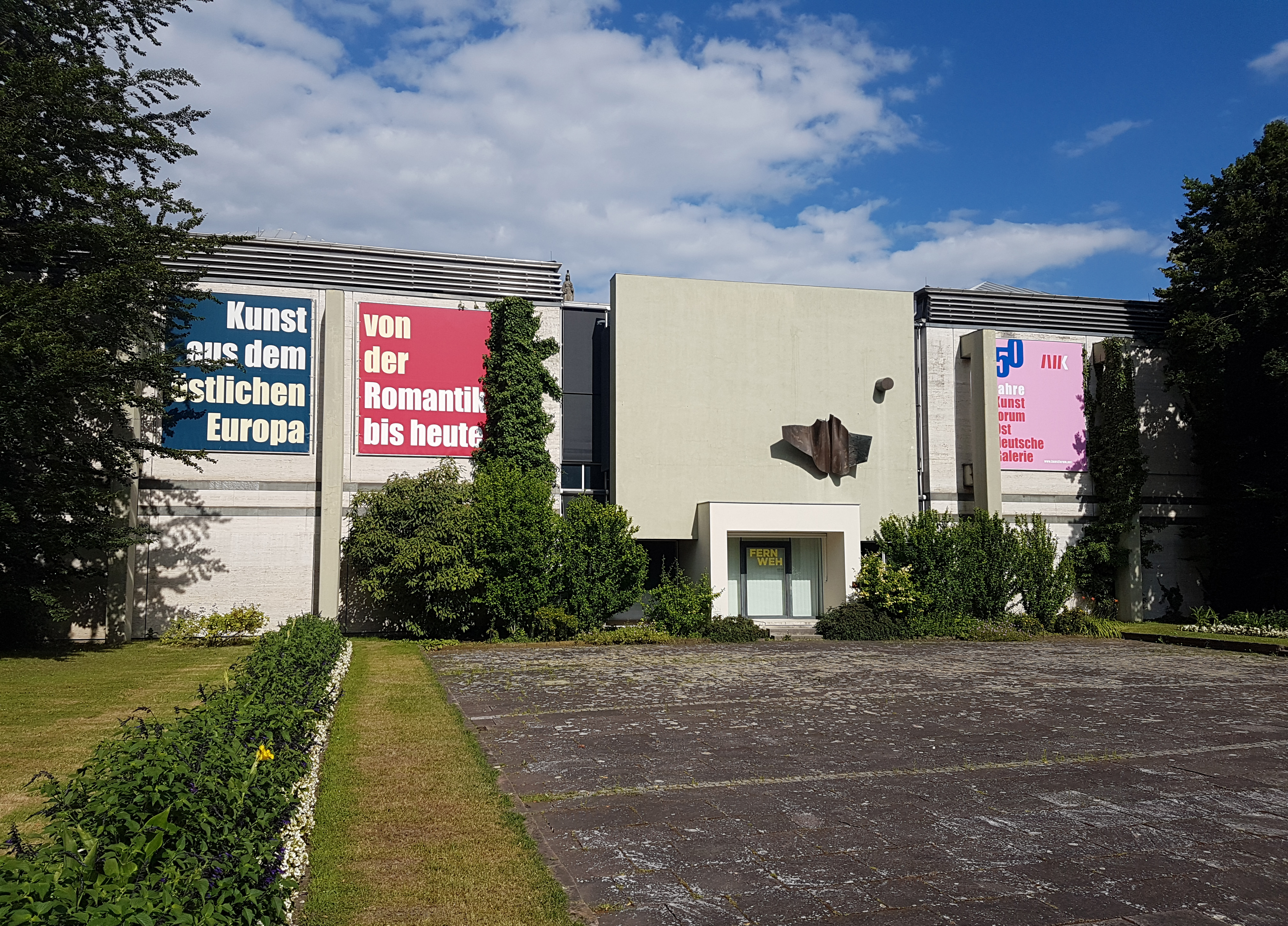
Stadtparkseite des Ausstellungsgebäudes, 50 Jahre Ostdeutsche Galerie (2020)

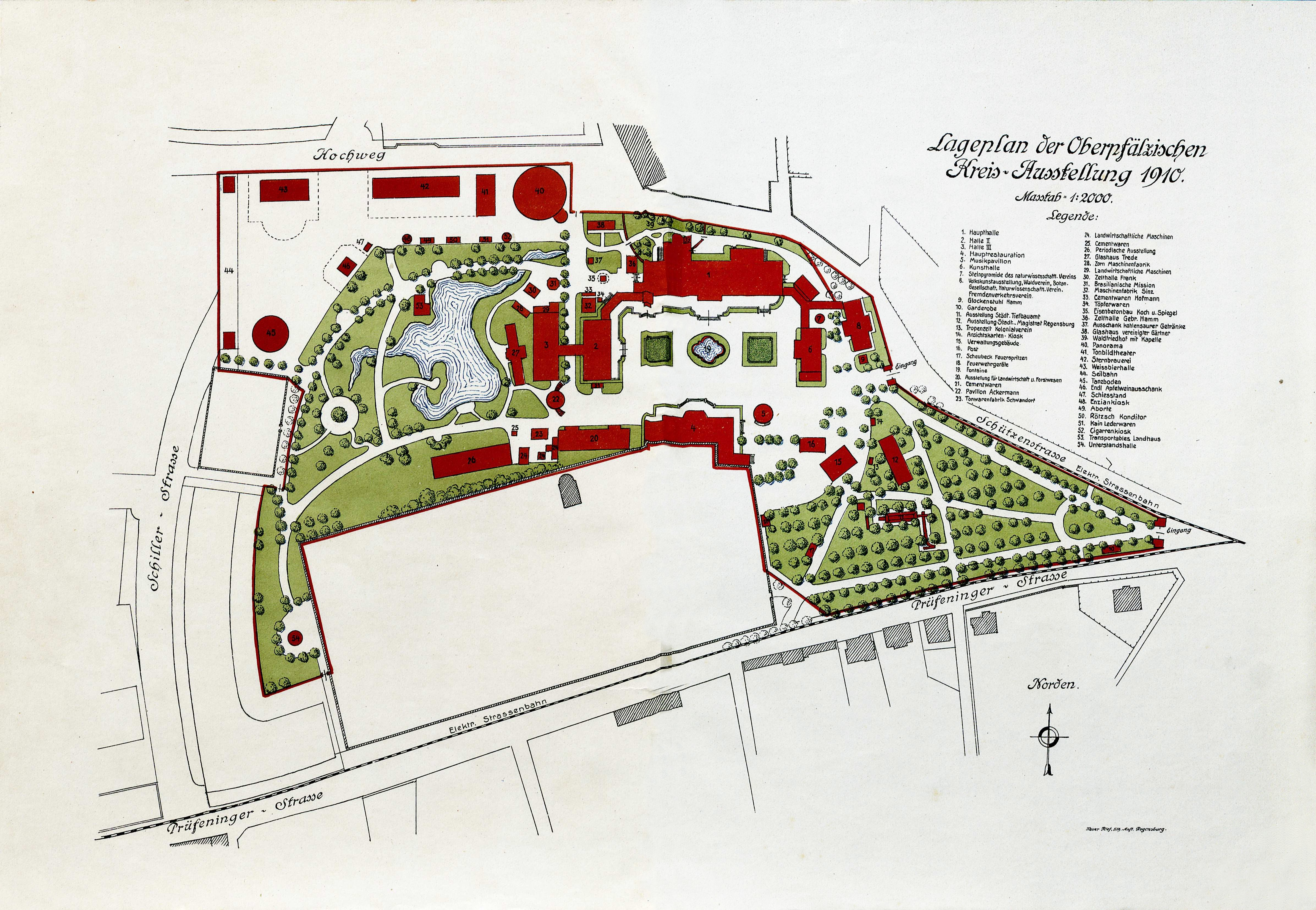
Kreisausstellung 1910

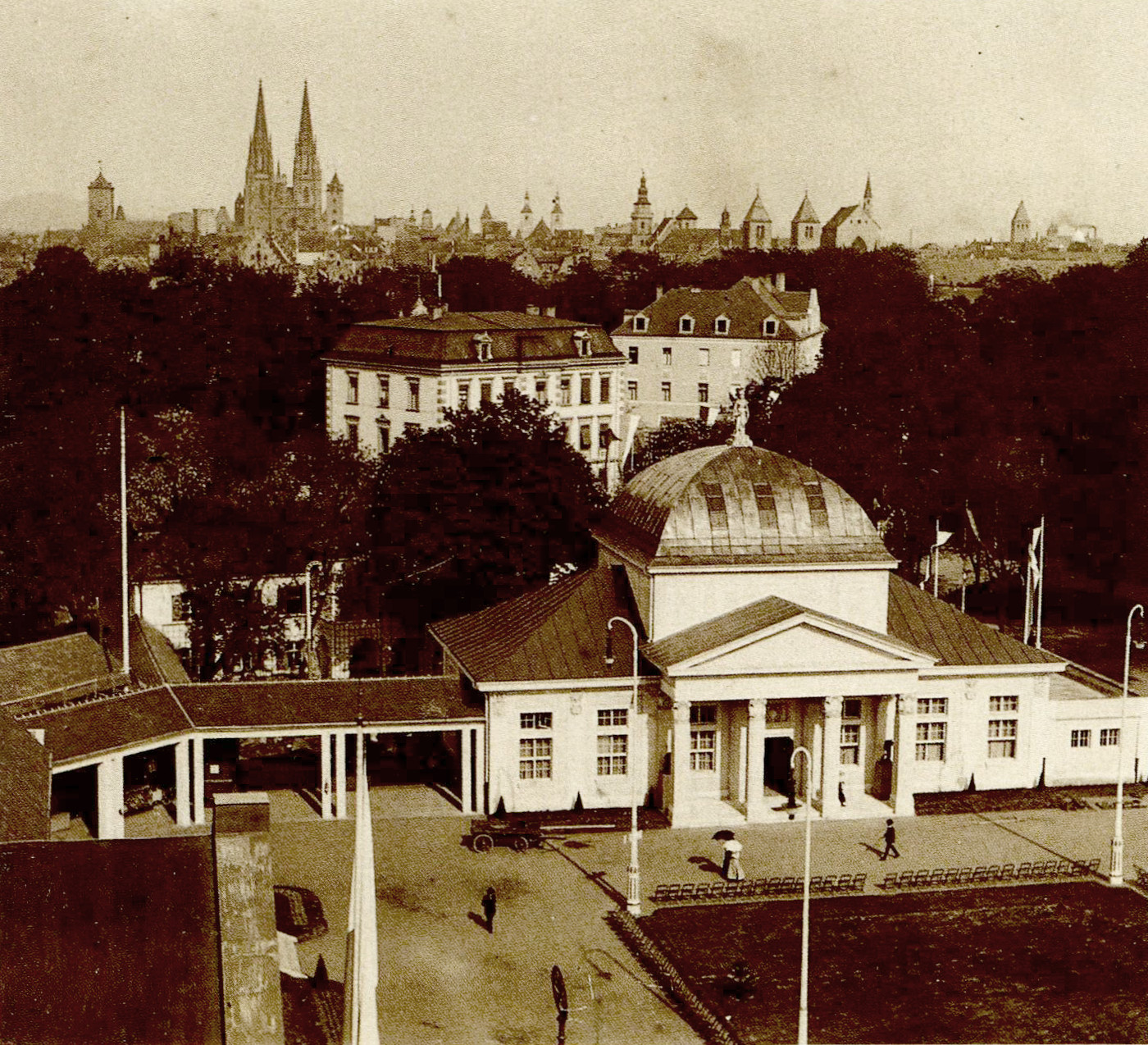
Ansicht 1910, noch mit dem Portikus auf der Stadtparkseite, 1970 Verlegung zur Straßenseite

### Standort
Bereits 1652 wurde auf dem heutigen Gelände des Museums ein Schützenhaus für die städtische Schießstätte gebaut. Dieses denkmalgeschützte Haus befindet sich gegenüber dem später errichteten Museumsgebäude. Es ist das älteste Bauwerk des Ensembles und dient jetzt dem Museum als Verwaltungsgebäude. Das Hauptgebäude des Museums im Stadtpark stammt aus dem Jahr 1871 und wurde ursprünglich als städtische Turnhalle errichtet. Ab 1906 wurde es zu einem Ausstellungsgebäude umgebaut und in das Gelände der Oberpfälzischen Kreisausstellung einbezogen, die 1910 anlässlich der 100-jährigen Zugehörigkeit der ehemaligen Reichsstadt zum Bayern veranstaltet wurde. 1942, während des Zweiten Weltkriegs, wurde in der Halle eine Luftschutzschule eingerichtet. Nach dem Krieg nutzte die Stadt Regensburg das Gebäude für Kulturzwecke, erst als Kunsthandlung, dann für die städtische „Galerie Zeitgenössische Kunst Ostbayerns“. Nachdem Regensburg die Patenschaft für die Sudetendeutschen übernommen hatte, gab es gezielt Ausstellungen sudetendeutscher Künstler. Die Sammlung „Sudetendeutsche Galerie“ des Adalbert Stifter Verein fand 1957 hier eine Bleibe. „1970: „Die Bestände des Adalbert Stifter Vereins und der Künstlergilde werden hier vereint.“
Um 1960 wurden kleinere Anbauten an den Seitenflügeln sowie ein Erweiterungsbau auf der Parkseite errichtet. Dazu musste der Eingang mit dem Portikus auf die Straßenseite verlegt werden. Da die Figur der Pallas Athene auf der Spitze der Kuppel nicht gedreht wurde, wendet sie seitdem dem Besucher beim Betreten ihren Rücken zu. Nach einer Umbenennung in „Museum Ostdeutsche Galerie“ erhielt das Museum 2003 seinen heutigen Namen „Kunstforum Ostdeutsche Galerie“.

### Gründung / Stiftung
1966 wurde die Stiftung Bürgerlichen Rechts als allgemeine nicht-kommunale Stiftung „Ostdeutsche Galerie“ gegründet, die bis heute Trägerin des Museums ist. Gründer war der Kulturdezernent der Stadt Regensburg Walter Boll. Die Museumseröffnung erfolgte 1970. Als heute faktisch durch die öffentliche Hand finanziertes Museum wird die Stiftung durch zwei Gremien repräsentiert, durch den Stiftungsrat unter dem Vorsitz der Regensburger Oberbürgermeisterin Gertrud Maltz-Schwarzfischer und durch den Stiftungsvorstand bestehend aus dem Stadtrat und Rechtsreferenten der Stadt Regensburg, Walter Boeckh und der Direktorin des KOG, Agnes Tieze.

### Stiftungsrat
Vorsitzende: Oberbürgermeisterin der Stadt Regensburg sowie Vertreter
- der Beauftragten der Bundesregierung für Kultur und Medien
- des Bayerischen Staatsministeriums für Arbeit und Soziales, Familie und Integration der Länder
- der Stiftung Preußischer Kulturbesitz, Berlin
- des Adalbert-Stifter-Vereins e. V., München
- des Bundes der Vertriebenen
- der KünstlerGilde Esslingen e. V.
- des Vereins der Freunde und Förderer des Kunstforums Ostdeutsche Galerie in Regensburg e. V.

### § 96 BVFG-Förderung
Förderer im Rahmen des § 96 BVFG sind von Anfang an die Bundesrepublik Deutschland, die Bundesländer und die Stadt Regensburg.

„Die Stiftung Kunstforum Ostdeutsche Galerie wird rund zur Hälfte vom Bund unterstützt – 2015 und 2016 mit 647.000 Euro. Darüber hinaus fördern der Freistaat Bayern und die Stadt Regensburg. Letztere stellt zudem den Museumskomplex mietfrei zur Verfügung.“

## Sammlung/Bestände
Das Museum verfügt inzwischen über eine Sammlung von 2.000 Gemälden, 500 dreidimensionalen Werken und 30.000 Grafiken, Radierungen, Zeichnungen etc. Sie deckt Kunst zwischen etwa 1800 und der Gegenwart ab und setzt den Schwerpunkt auf die Klassische Moderne zwischen Impressionismus und Neuer Sachlichkeit.
Neben Werken bisher noch weniger bekannter Künstler, etwa Clara Siewert, Irma Lang-Scheer oder Willi Ulfig, sind auch solche international hochgeschätzter wie Gerhard Richter, Carl Gustav Carus, Lovis Corinth, Käthe Kollwitz, Otto Müller, Adolf Hölzel und Bernard Schultze, Otto Freundlich, Ludwig Meidner, Sigmar Polke, Katharina Sieverding, Dan Flavin, Peter Weibel, Gerhard Swoboda oder Oskar Kokoschka vorhanden.
Die graphische Sammlung umfasst Werke von Heinrich Wolff, August Brömse, Carl Thiemann, Hugo Steiner-Prag, Ingrid Wagner-Andersson, Irma Lang-Scheer, Emil Orlik, Willy Jaeckel, Ernst Marow, Daniel Chodowiecki, Adolph von Menzel, Wenzel Hablik, Josef Hegenbarth, Alfred Kubin, Paul Holz, Hans Fronius, Rudolf Jakubek und Markus Lüpertz.
Seit 2009 verfügt das Museum über ein Konvolut von über 160 Werken von Ben Muthofer, darunter neun Skulpturen und Reliefs, etwa 150 Grafiken sowie drei Gemälde. Diese Stiftung stellt einen repräsentativen Querschnitt des Werks des konstruktiv-konkreten Künstlers dar.

Werke im Museum
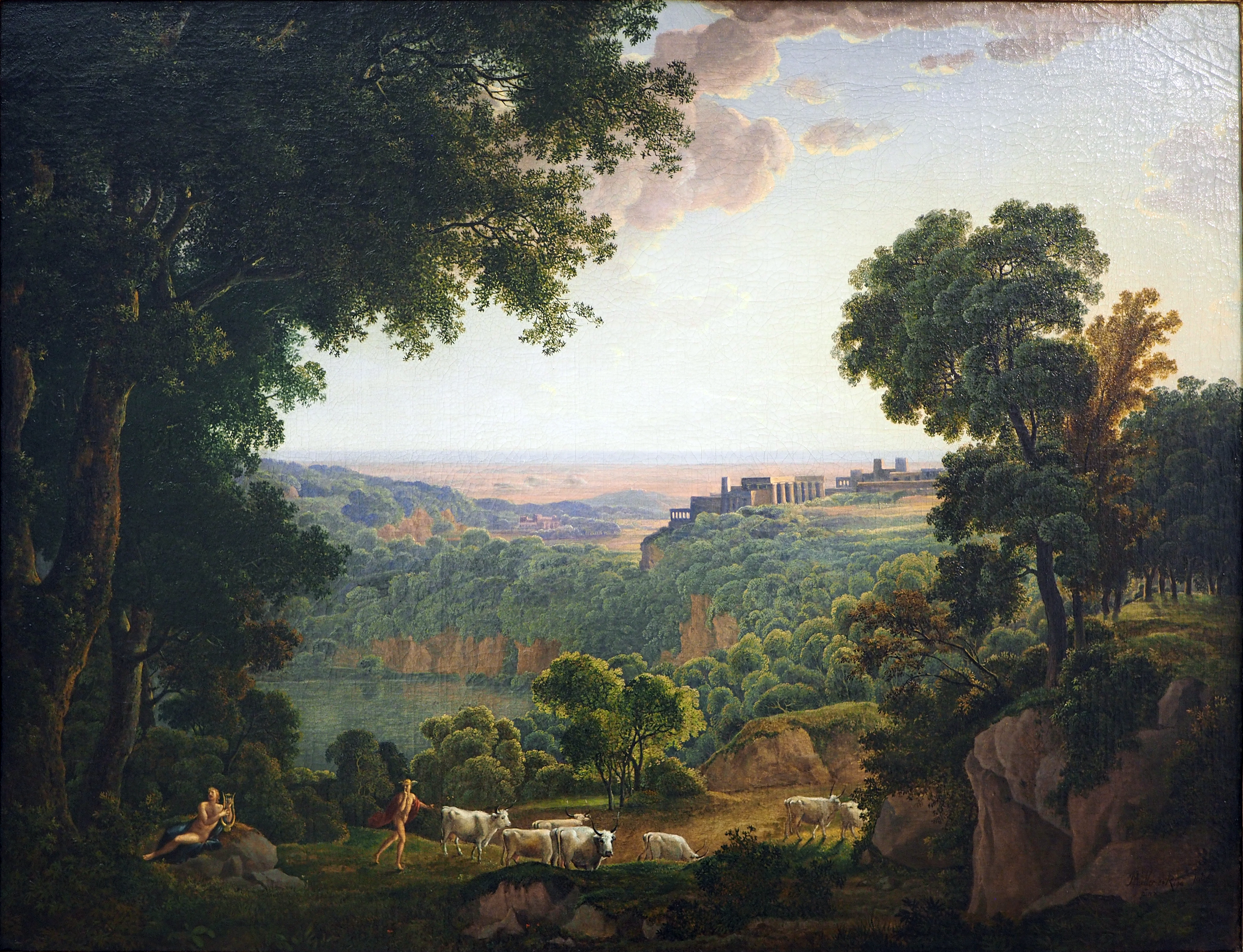
Johann Jakob Müller: Der Nemisee mit Apollo und Merkur (1805)
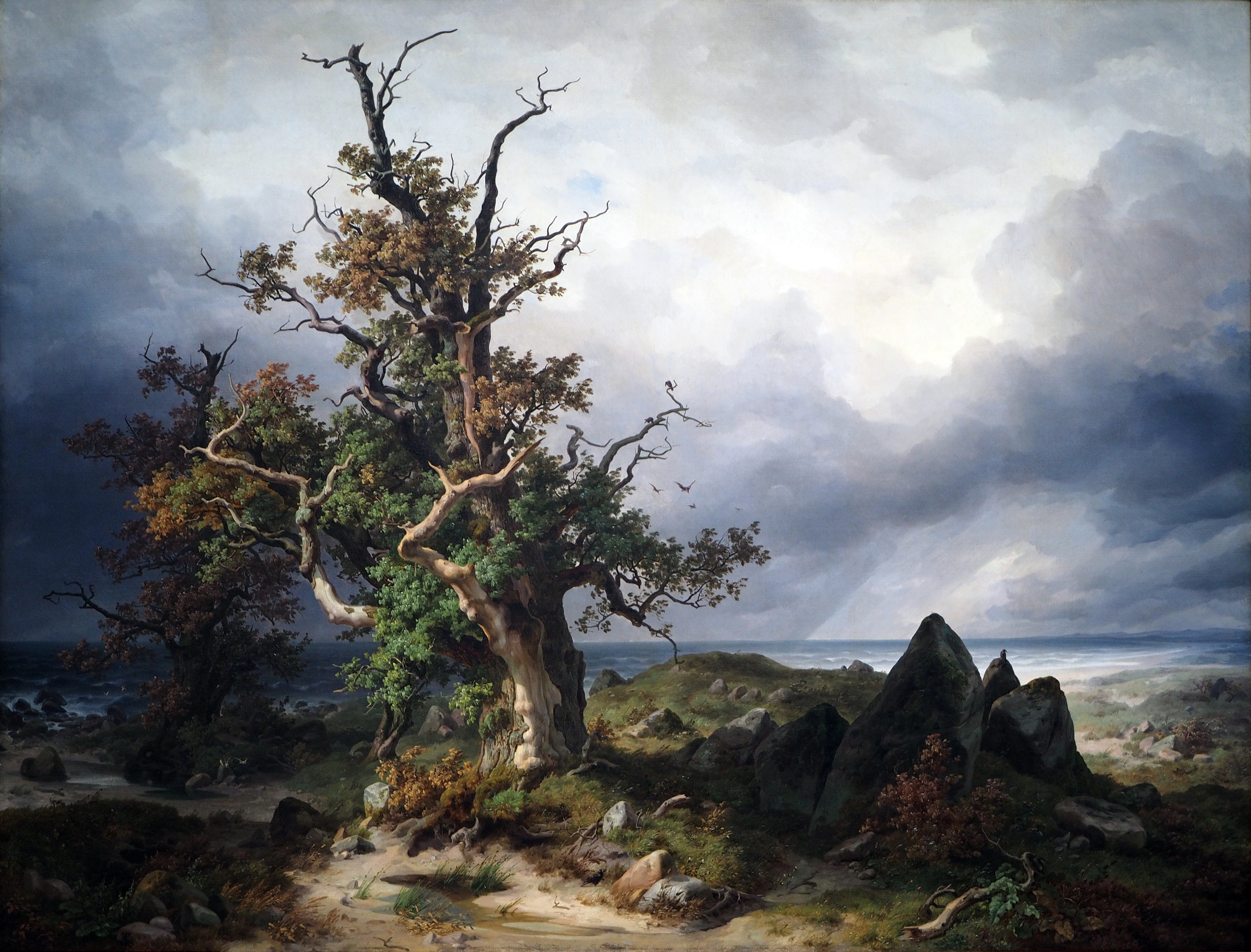
Friedrich Preller d. Ä.: Hünengrab auf Rügen (1843)
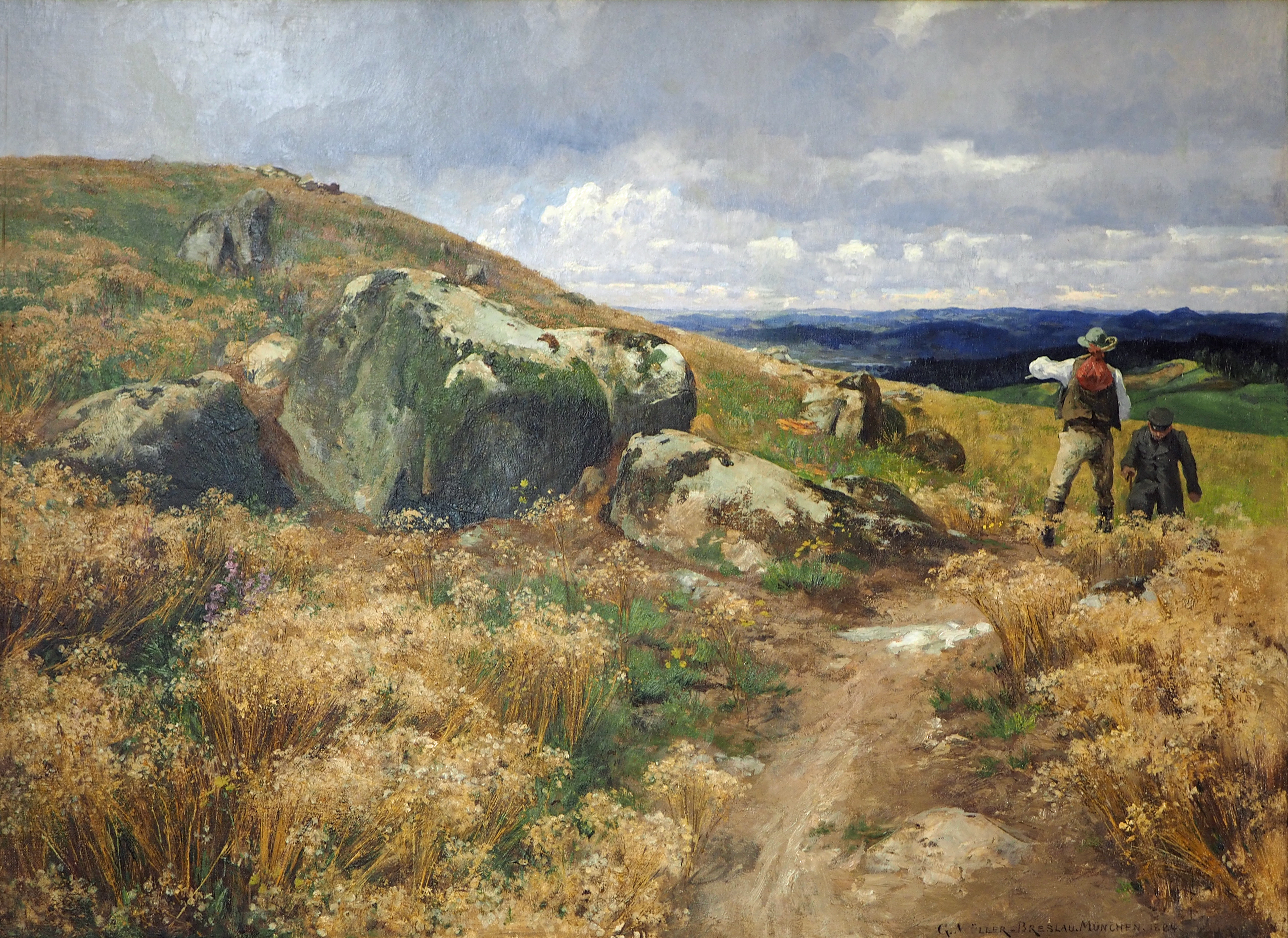
Georg Müller-Breslau: Riesengebirgslandschaft mit Fernblick (1884)
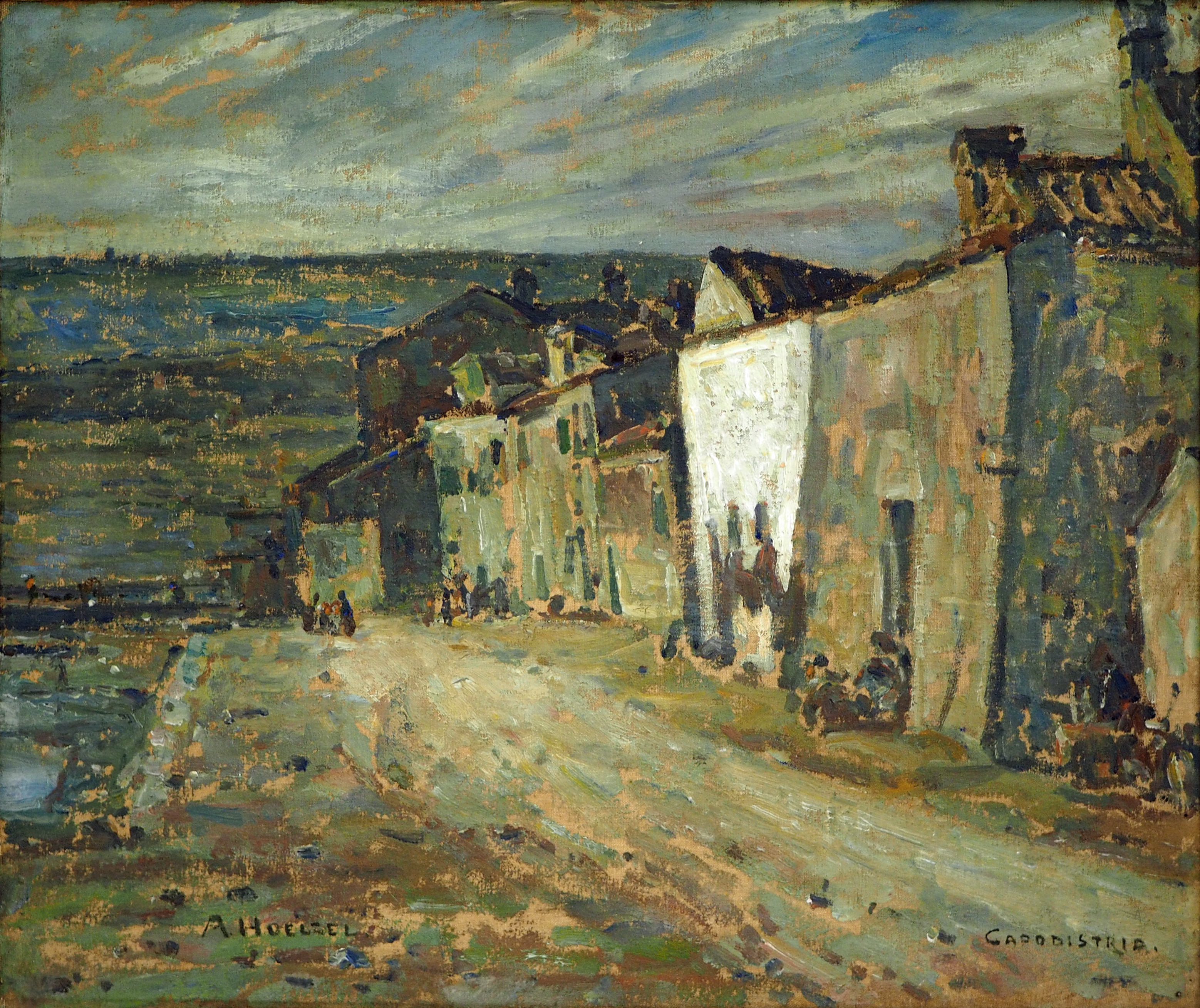
Adolf Hölzel: Capodistria (1905)
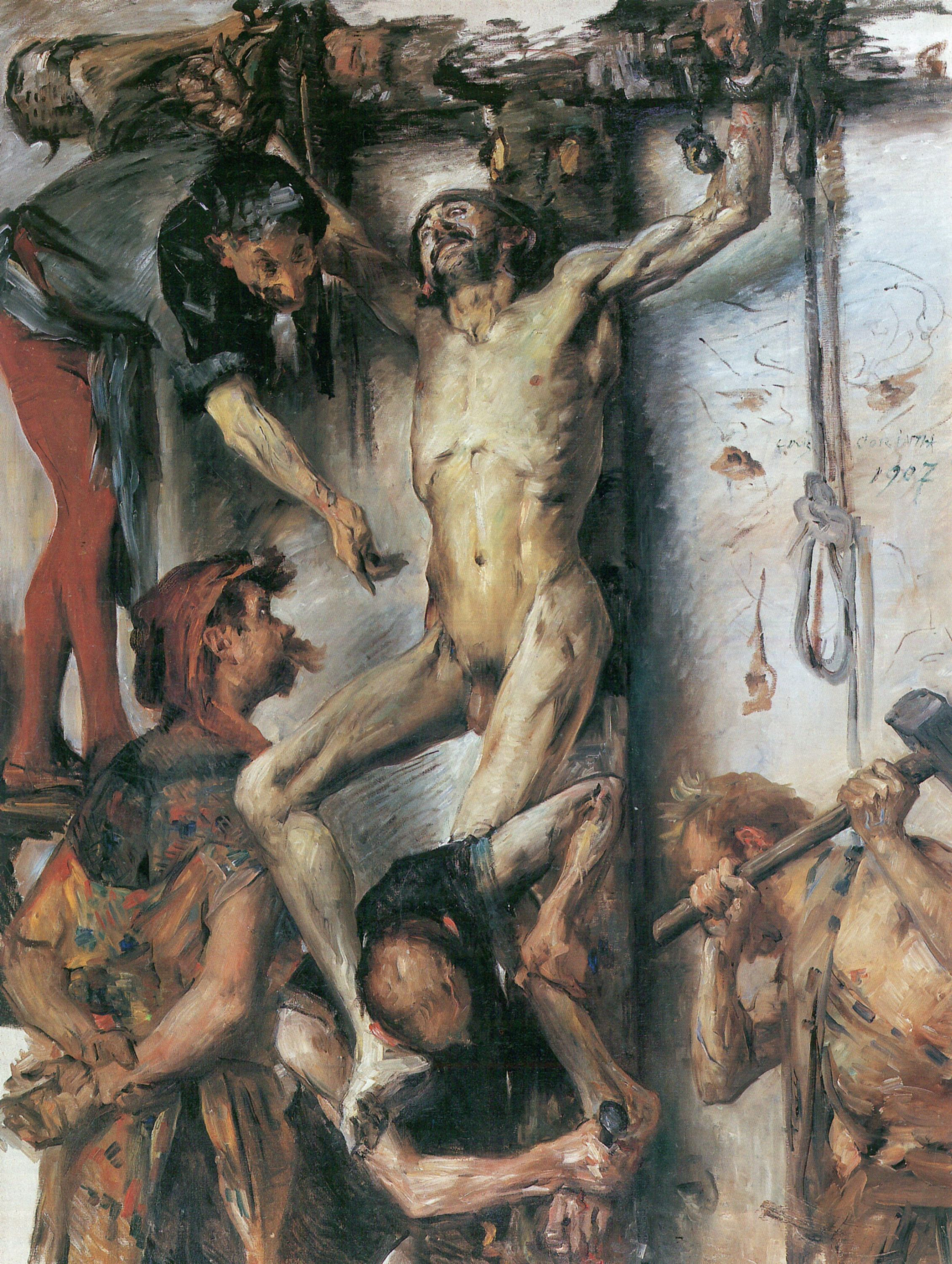
Lovis Corinth: Das Große Martyrium (1907)

## Museumsdirektoren
- Walter Boll: 1966–1978
- Werner Timm: 1979–1992 (Museum teilweise geschlossen)
- Lutz Tittel: 1993–1996[15]
- Pavel Liška: 2001–2004[16]
- Ulrike Lorenz: 2004–2008[17][18]
- Andrea Madesta: 2009–März 2012
- Agnes Tieze seit April 2012